# ハン・ジソン
ハン・ジソン（朝鮮語: 한지성/韓知性、1990年7月7日 - 2019年5月6日）は、大韓民国の俳優、歌手。

## 死去
2019年5月6日、仁川国際空港高速道路の金浦空港インターチェンジ付近で、自家用車を2車線に非常灯を焚いて停車し、助手席から夫が先に降り道路脇の花壇へと向かった。
その約10秒後運転席からハン・ジソンが降りてトランクの方に向かった。その直後、タクシーとSUVに相次いではねられ、病院に搬送されたが28歳で死去した。
後日、捜査機関は解剖調査の結果として、『泥酔した状態』だったとした。

## ドラマ
- 2016年 『最後から二番目の恋』
- 2017年 - 2018年 『ハッピーシスターズ』

## 映画
- 2015年 『月夜の体操2015』 端役 - チョ・ギョンヒ 役
- 2016年 『ロボット、音』端役 - 甲板上のカップル 女 役
- 2019年 『ワンパンチ』  助演 - チ・ソン 役

## 公演
- 2016年6月1日 - 2016年6月6日 誤って死んだ男、ピカソ小劇場
- 2016年9月30日 - 2016年10月23日 記憶伝達者オリンピック公園、ウリ金融アートホール

## 学歴
- 西京大学校 演劇映画学科 卒業

## ウェブリンク
- ハン・ジソン (@lovely_shyong) - Instagram